# Marco Emilio Lepido (console 285 a.C.)
Marco Emilio Lepido, (latino Marcus Aemilius Lepidus) (fl. 285 a.C.), è stato un politico romano del III secolo a.C..

## Biografia
Fu eletto console nel 285 a.C., ma il suo nome è noto solo per i fasti consulares; delle vicende del suo consolato non è stato tramandato nulla.
In ogni caso fu il primo a portare il cognomen Lepido tra la gens Aemilia. Il console omonimo dell'anno 232 a.C. fu probabilmente suo nipote.